# Les Caprices de la fortune
Pour l'acteur américain Bill Henry, voir William Henry (acteur).
Pour plus de détails, voir Fiche technique et Distribution.
Les Caprices de la fortune (Bill Henry) est un film muet américain de 1919, réalisé par Jerome Storm,
d'après un scénario de Julien Josephson et Lois Zellner. Il met en vedette Charles Ray, Edith Roberts, William A. Carroll, Bert Woodruff, Jennie Lee et Walter Perkins,. Le film est sorti le 17 août 1919 chez Paramount Pictures. Une copie du film se trouve dans les archives cinématographiques russes Gosfilmofond.

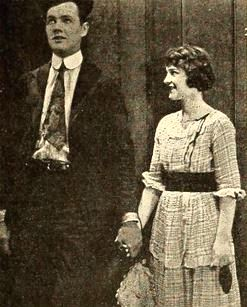
Charles Ray et Edith Roberts

## Synopsis
Comme rapporté dans le Exhibitor Herald, Bill Henry Jenkins (Ray) quitte la ferme familiale et parcourt le pays à vélo à la recherche de la fortune. Il est agressé par un paysan furieux et se réfugie dans l'hôtel d'un bourg géré par son oncle, où celui-ci lui donne un statut d'employé. Lela Mason (Roberts) arrive à l'hôtel, après avoir dépensé son dernier sou pour parvenir jusque-là. Elle a en fait hérité d'un petit terrain de ferme dont l'avoué local lui a dit qu'il était sans valeur, ce qui soulève la compassion de Bill Henry. Celui-ci joue au poker avec les clients de passage afin de gagner suffisamment d'argent pour acheter la propriété, laissant Lela dans l'ignorance de l'identité de l'acheteur. Un promoteur offre à Bill Henry un prix beaucoup plus élevé pour le terrain et Bill le vend, en disant à l'avoué de transférer l'argent à Lela. Au lieu de cela, l'homme de loi empoche l'argent et accuse Bill Henry de tromper sciemment la jeune femme. Son oncle le dénonce, mais Lela lui reste fidèle. Bill Henry revient, tabasse l'avocat, et lui fait avouer sa tromperie, puis il épouse la jeune femme.

## Fiche technique
- Titre original : Bill Henry
- Titre français : Les Caprices de la fortune
- Réalisation : Jerome Storm
- Scénario : Julien Josephson, Lois Zellner
- Direction artistique : C. Tracy Hoag
- Photographie : Chester Lyons
- Montage : Ralph H. Dixon
- Production : Thomas H. Ince
- Société de production : Thomas H. Ince Corporation
- Société de distribution : Paramount Pictures
- Pays de production :  États-Unis
- Langue originale : anglais
- Format : noir et blanc — 35 mm — 1,33:1 — Muet
- Genre : Comédie
- Durée : 50 minutes
- Date de sortie : États-Unis : 17 août 1919

## Distribution
- Charles Ray : Bill Henry Jenkins
- Edith Roberts : Lela Mason
- William Carroll : Burton Rogers
- Bert Woodruff : oncle Chet Jenkins
- Jennie Lee Courtright : tante Martha Jenkins
- Walter Perkins : E.J. Burroughs
- Walter Hiers : un vendeur
- F. Moore : un vendeur